# 孫珂
孫珂（1427年—1488年），字廷珍，山東登州府福山縣人，軍籍，明朝政治人物。進士出身。

## 生平
二月二十八日生。正統十二年（1447年）丁卯科山東鄉試第八名。景泰五年（1454年）甲戌科會試第四十三名，殿試登進士第三甲第一百八十五名。授廣西道監察御史，两次巡按山西和浙江，监考鄉試。從副都御史王恕平叛寇刘千斤。成化四年（1468年）四月论平建州虏寇功，升南京大理寺左寺丞。六年十二月降调外任，谪山西潞州知州，七年九月以罪谪充宣府边卫军。後赦歸回鄉。

## 家族
曾祖孫志孝。祖父孫彥斌，贈戶部主事。父亲孫遇，曾任徽州知府。母房氏，封安人。具庆下。弟孫珪，成化十四年戊戌進士；孫瓒，成化十年甲午舉人，孫瑗，進士。娶张氏。侄子孫樂、子孫檠，弘治十八年同科進士。